# Casa Museo Belisario Porras
La Casa Museo Belisario Porras, también conocido como el Museo Belisario Porras, está ubicada frente al Parque Belisario Porras de Las Tablas. El museo está ubicado donde nació Belisario Porras, propiedad de sus abuelos maternos Joaquín de Barahona Espino y Francisca De León Moscoso.

## Historia

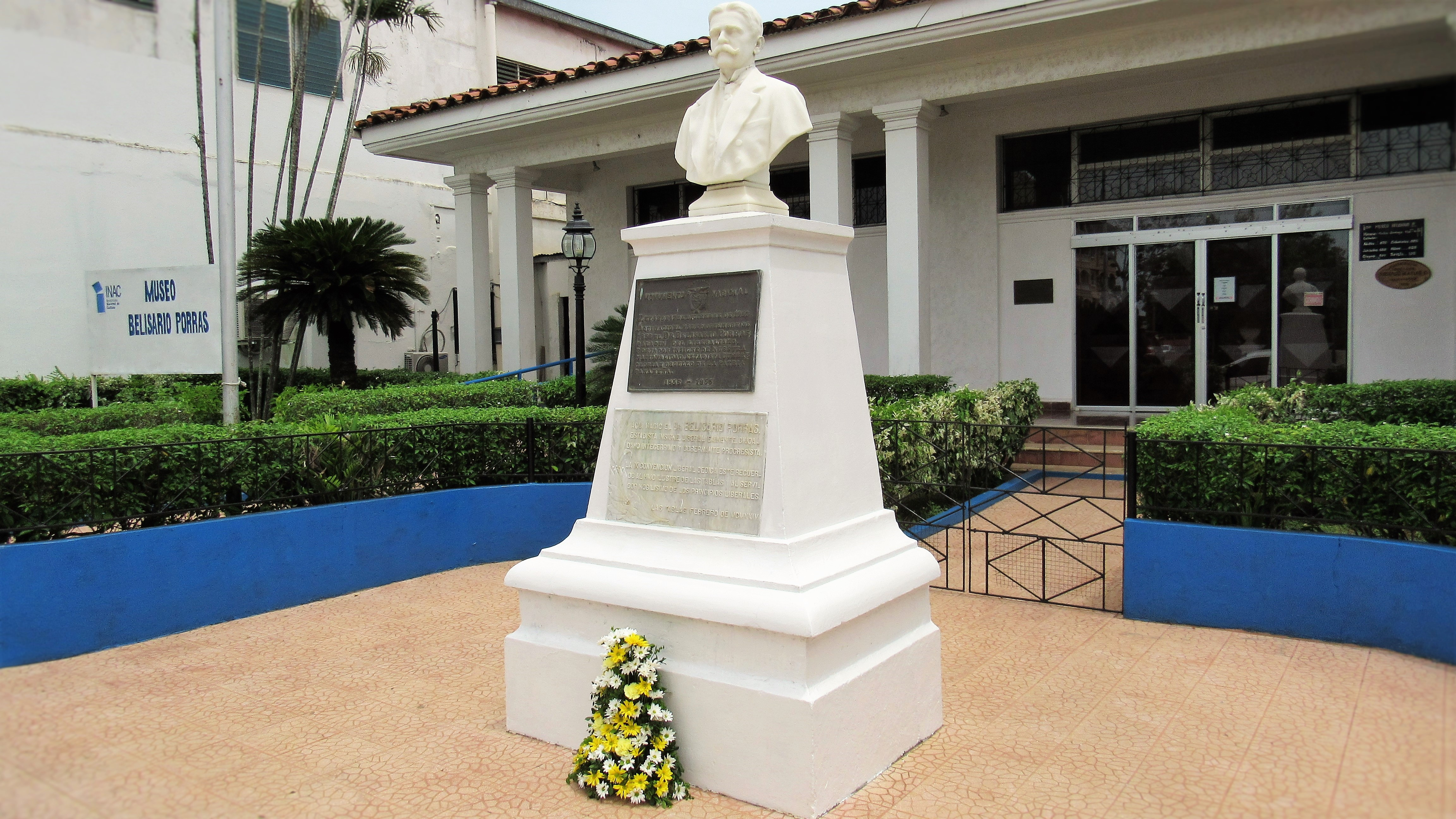
Busto del expresidente Belisario Porras Barahona al frente del museo.

En 1953, el Consejo Municipal de Las Tablas declaró inadjudicable el terreno y la casa donde nació Belisario Porras y a través de la Ley 42 de 1953 fue declarado por la Asamblea Nacional como Monumento Histórico Nacional donde se ordenó la creación de un palacio para recordar la vida y obra de Porras. El Palacio nunca prosperó y en mayo de 1956 inició la construcción del edificio actual. El 15 de enero de 1959 el museo abrió sus puertas al público.

## Edificio
La fachada del edificio de estilo colonial está caracterizada por un ancho portón central y el grupo de ocho altas columnas que se distribuyen, pareadas, en el largo y angosto portal frontal. A la entrada cuenta con un pequeño jardín, en el que está el busto del Dr. Belisario Porras.

## Colección
Entre los artículos que se presentan están algunos objetos de uso personal de Porras como:
- Libros.
- Condecoraciones.
- Vestidos.
- Utilería doméstica.
- Un retrato al óleo de Belisario Porras realizado por el santeño Juan Manuel Cedeño en 1959.
- Un cenotafio destinado a los restos mortales del Dr. Belisario Porras.
- Un escritorio y un sofá de madera provenientes de la Finca El Pausílipo, su casa de campo en el corregimiento de Las Tablas Abajo. Además de un juego de muebles de madera torneada y cuero repujado que trajo de Lima y donó a la Catedral Metropolitana de Panamá.[2]